# Vogtendorf (Stadtsteinach)
Vogtendorf ist ein Gemeindeteil der Stadt Stadtsteinach im Landkreis Kulmbach (Oberfranken, Bayern). Die Gemarkung Vogtendorf hat eine Fläche von 1,893 km². Sie ist in 143 Flurstücke aufgeteilt, die eine durchschnittliche Flurstücksfläche von 13240,92 m² haben.

## Geografie
Der Weiler bildet mit dem südlich gelegenen gleichnamigen Weiler eine geschlossene Siedlung. Unmittelbar westlich entspringt der Vogtendorfer Bach (im Unterlauf Haslerbach genannt), einem linken Zufluss der Unteren Steinach, der sich in das Gelände tief einschneidet. Eine Gemeindeverbindungsstraße führt nach Guttenberg zur Kreisstraße KU 13 (1,1 km südöstlich) bzw. zu einer Gemeindeverbindungsstraße bei Bergleshof (1,6 km nordöstlich).

## Geschichte
Der Ort wurde 1333 als „Vokendorf“ erstmals urkundlich erwähnt. Das Bestimmungswort des Ortsnamens ist der Personenname Vocko.
Gegen Ende des 18. Jahrhunderts bestand Vogtendorf aus zehn Anwesen. Das Hochgericht über neun Anwesen (5 Höfe, 2 Güter, 2 Gütlein) übte das bambergische Centamt Stadtsteinach aus. Grundherr war das Kastenamt Stadtsteinach. Über ein Anwesen hatte das Burggericht Guttenberg das Hochgericht. Es hatte ggf. an das bambergische Centamt Marktschorgast auszuliefern. Grundherr des Hofes war das Rittergut Steinenhausen.
1802 kam Vogtendorf zum Kurfürstentum Bayern. Mit dem Gemeindeedikt gehörte der Ort zum 1808 gebildeten Steuerdistrikt Stadtsteinach. 1811 wurde es dem Steuerdistrikt Zaubach zugewiesen, 1812 dem Steuerdistrikt Guttenberg. Zugleich entstand die Gemeinde Vogtendorf, zu der auch das guttenbergische Vogtendorf gehörte. Mit dem Gemeindeedikt von 1818 entstand die Ruralgemeinde Vogtendorf ohne den guttenbergischen Teil. Sie war in Verwaltung und Gerichtsbarkeit dem Landgericht Münchberg zugeordnet und in der Finanzverwaltung dem Rentamt Münchberg. 1840 wurde die Gemeinde an das Landgericht Stadtsteinach und an das Rentamt Stadtsteinach überwiesen (1919 in Finanzamt Stadtsteinach umbenannt). Ab 1862 gehörte Vogtendorf zum Bezirksamt Stadtsteinach (1939 in Landkreis Stadtsteinach umbenannt). Die Gerichtsbarkeit blieb beim Landgericht Stadtsteinach (1879 in Amtsgericht Stadtsteinach umgewandelt). Die Gemeinde hatte eine Gebietsfläche von 1,895 km². Am 1. April 1971 wurde Vogtendorf im Zuge der Gebietsreform in Bayern in die Gemeinde Stadtsteinach eingegliedert.

### Baudenkmäler
- Zwei Martern

### Einwohnerentwicklung
| Jahr      | 1819   | 1840   | 1852   | 1855   | 1861   | 1867   | 1871   | 1875   | 1880   | 1885   | 1890   | 1895   | 1900   | 1905   | 1910   | 1919   | 1925   | 1933   | 1939   | 1946   | 1950   | 1952   | 1961  | 1970   | 1987  |
| Einwohner | 66 *   | 62     | 72     | 73     | 71     | 64     | 66     | 58     | 72     | 77     | 83     | 72     | 60     | 59     | 67     | 71     | 74     | 66     | 42     | 58     | 53     | 44     | 37    | 27     | 27    |
| Häuser    |        |        |        |        |        |        | 8      |        |        | 9      | 9      |        | 9      |        |        |        | 9      |        |        |        | 9      |        | 9     |        | 9     |
| Quelle    | [ 13 ] | [ 14 ] | [ 14 ] | [ 14 ] | [ 15 ] | [ 16 ] | [ 17 ] | [ 18 ] | [ 19 ] | [ 20 ] | [ 21 ] | [ 14 ] | [ 22 ] | [ 14 ] | [ 23 ] | [ 14 ] | [ 24 ] | [ 14 ] | [ 14 ] | [ 14 ] | [ 25 ] | [ 14 ] | [ 9 ] | [ 26 ] | [ 2 ] |

## Religion
Vogtendorf ist katholisch geprägt und nach St. Michael (Stadtsteinach) gepfarrt. Bis ins 20. Jahrhundert hinein gab es nur wenige Protestanten. Diese sind bis heute nach St. Georg (Guttenberg) gepfarrt.